# Classe Yug
Le unità appartenenti alla classe Yug (progetto 862 secondo la classificazione russa) sono navi per ricerche oceanografiche di costruzione polacca.
Alcune unità sono state modificate per poter svolgere missioni ELINT.
La classificazione russa è Ekspeditsionnoye Okeanograficheskoye Sudno (EOS: nave per spedizioni oceanografiche).

## Il servizio
Si tratta di unità di medie dimensioni, costruite presso i cantieri di Danzica, in Polonia, tra il 1978 ed il 1983. Queste navi sono attrezzate per svolgere una gamma piuttosto ampia di ricerche oceanografiche. Le unità in servizio con la Marina Russa sono una decina.
Flotta del Nord:
- Gorizont
- Senezh
- Visir

Flotta del Pacifico:
- Marshal Gelovani
- Pegas
- Vitse-Admiral Vorontsov

Flotta del Mar Nero:
- Donuzlav
- Gidrolog
- Stvor

Flotta del Baltico:
- Nikolai Matusevich
- Persey

Alcune unità sono state poste in riserva.
Inoltre, due unità di questa classe, la Pluton e la Strelets, sono state trasferite, nel 1997, alla Guardia Costiera Federale. Oggi sono operative nella Flotta del Nord, e sono basate a Murmansk.
Non presentano differenze apparenti con quelle in servizio con la Marina Russa. L'unica particolarità è che il numero di membri dell'equipaggio è ignoto.

## La versione ELINT
Due unità, tra il 1989 ed il 1990, sono state convertite in navi ELINT. In Russia sono identificate come progetto 0862.1/0861.2 (probabilmente vi sono delle piccole differenze nelle dotazioni di bordo).
In generale, le modifiche hanno riguardato l'aggiunta di un piccolo equipaggiamento ELINT e di altre apparecchiature per operazioni di intelligence, tra cui un'antenna per intercettazioni.
Le caratteristiche tecniche sono praticamente invariate rispetto alla versione base (scheda), a parte il fatto la larghezza è leggermente superiore (4,1 metri) ed il dislocamento è stato aumentato di 10 tonnellate. Un'altra modifica è stata l'installazione di una coppia di mitragliatrici da 12,7 mm.
Particolarmente numeroso è l'equipaggio, che conta 80 elementi.
Queste unità sono immatricolate con la sigla SSV, tipica delle navi da intelligence e da comunicazione.
La classificazione utilizzata dalla Marina Russa probabilmente è Sredniy Razvedyatel'niye Korabl' (SKR: nave da intelligence media).
Le due unità di questo tipo in servizio sono:
- SSV-703 Temryuk: la prima ad essere modificata nel 1989;
- SSV-704: modificata nel 1990.

Entrambe sono in servizio nella Flotta del Nord.